# Рали Ирландия
Рали Ирландия е нов старт от Световния рали шампионат на ФИА.
За първи път то се появява в календара през 2007 година. Ралито не е част от схемата на 2008 г., но ще се върне като първи кръг от шампионата през 2009 година. Това е най-голямото спортно събитие на остров Ирландия с повече от 250 000 зрители и телевизионна аудитория в 180 страни.

## Етапи
През 2007 г. събитието се провежда между 15 и 18 ноември 2007 г., като започва със суперспециален етап в района на Парламентарните сгради Стормънт в покрайнините на Белфаст, Графство Даун.
Останалата част на събитието се провежда в северозападната част на Ирландия в графствата Слайгоу, Фърмана, Донигал, Лийтрим, Тайроун, Роскомън и Каван.

## Победители
| Година | Пилот          | Конструктор    | Навигатор    | Рали     | Статистика |
| ------ | -------------- | -------------- | ------------ | -------- | ---------- |
| 2009   | Себастиан Льоб | Ситроен С4 WRC | Даниел Елена | Ирландия | Статистика |
| 2008   |                |                |              |          |            |
| 2007   | Себастиан Льоб | Ситроен С4 WRC | Даниел Елена | Ирландия | Статистика |